# Гравиљионе-Карара Купа (Бари)
Гравиљионе-Карара Купа (итал. Graviglione-Carrara Cupa) је насеље у Италији у округу Бари, региону Апулија.
Према процени из 2011. у насељу је живело 56 становника. Насеље се налази на надморској висини од 369 м.